# Адиге, Педро
Педро Адиге (филипп. Pedro Adigue; 16 ноября 1943, Бантод — 20 ноября 2003, Манила) — филиппинский боксёр, представитель лёгкой и полусредней весовых категорий. Выступал на профессиональном уровне в период 1962—1977 годов, владел титулом чемпиона мира по версии Всемирного боксёрского совета (WBC).

## Биография
Педро Адиге родился 16 ноября 1943 года в небольшом городке Бантод провинции Масбате, Филиппины.
Дебютировал в боксе на профессиональном уровне в феврале 1962 года. Первое время не показывал выдающихся результатов, случались и ничьи, и поражения.
Сделав серию из восьми побед подряд, в сентябре 1963 года Адиге удостоился права оспорить титул чемпиона Филиппин в лёгкой весовой категории, но проиграл по очкам соотечественнику Карлу Пеньялосе. В августе 1965 года после нескольких рейтинговых поединков он вновь встретился с Пеньялосой и на сей раз выиграл у него техническим нокаутом в седьмом раунде, забрав чемпионский пояс себе.
В сентябре 1966 года Адиге стал обладателем титула чемпиона Восточной и тихоокеанской боксёрской федерации (OPBF) в лёгком весе, который впоследствии сумел защитить пять раз.
Благодаря череде удачных выступлений Педро Адиге поднялся в рейтингах и получил статус официального претендента на вакантный титул чемпиона мира в первом полусреднем весе по версии Всемирного боксёрского совета (WBC). Он встретился с американцем Адольфом Пруиттом (27-7-2) и выиграл у него единогласным судейским решением в пятнадцати раундах.
Находясь в ранге чемпиона мира, Адиге отправился в США и провёл нетитульный матч-реванш с Пруиттом, проиграв ему техническим нокаутом в пятом раунде. Позже отметился победой над небитым японским боксёром Коити Вадзимой (12-0). Первую и единственную защиту мирового титула провёл в январе 1970 года в Италии, потерпев поражение единогласным решением от итальянца Бруно Аркари (36-2).
В том же 1970 году выходил на ринг против таких известных американских боксёров как Оскар Альбарадо (31-3) и Эдди Перкинс (56-14-3), но обоим проиграл.
В январе 1973 года боксировал с аргентинским чемпионом мира Николино Локче (108-3-14), уступив по очкам в десяти раундах. Позже стал чемпионом OPBF в первом полусреднем весе, но при первой же защите лишился чемпионского титула.
Оставался действующим профессиональным боксёром вплоть до 1977 года, хотя в последнее время практически все поединки проигрывал, в частности проиграл колумбийцу Антонио Сервантесу (67-9-3) и австралийцу Гектору Томпсону (52-4-2). В общей сложности провёл на профи-ринге 65 боёв, из них 37 выиграл (в том числе 15 досрочно), 21 проиграл, тогда как в семи случаях была зафиксирована ничья.
Умер от рака 20 ноября 2003 года в Маниле в возрасте 60 лет.